# George Santayana

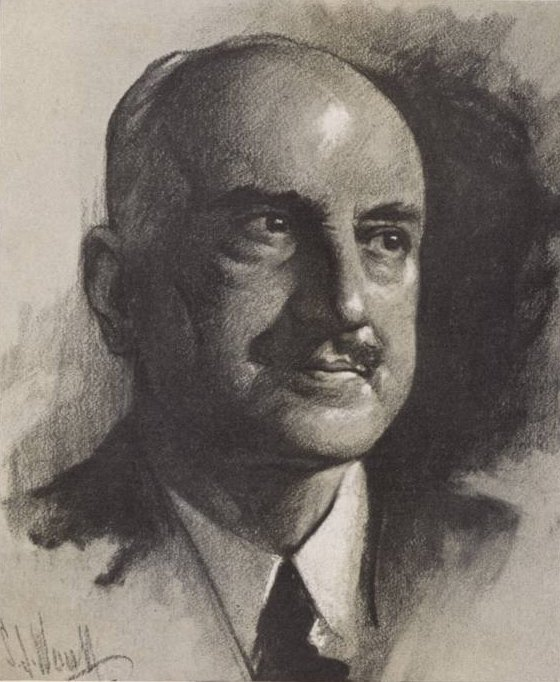
George Santayana

George Santayana, geboren Jorge Agustín Nicolás Ruiz de Santayana y Borrás (Madrid, 16 december 1863 – Rome, 26 september 1952) was een Spaans-Amerikaans schrijver, dichter en filosoof. Hij hield zijn leven lang de Spaanse nationaliteit, maar schreef al zijn werken in het Engels.

## Leven en werk
Santayana verhuisde op negenjarige leeftijd naar de Verenigde Staten. Hij studeerde er aan de Harvard-universiteit en later in Europa in Berlijn en Cambridge. Tot 1912 doceerde hij vervolgens zelf filosofie te Harvard (waar hij onder meer T.S. Eliot onder zijn leerlingen telde), waarna hij zich tijdens de Eerste Wereldoorlog als literator in Frankrijk vestigde, later in Engeland en uiteindelijk in Italië.
Santayana begon zijn loopbaan als schrijver van lucide, beschouwende gedichten: Sonnets and Other Verses (1894). Hij werd echter vooral bekend door zijn omvangrijk filosofisch en kritisch oeuvre, dat geroemd werd om zijn artistieke kwaliteit en zijn beheerste, poëtische stijl. Tegenover de moderne wereld neemt hij een sceptische houding aan. Als tegenstander van het utilitarisme en pragmatisme bepleit hij een ‘redelijk leven’, gebaseerd op het Griekse ideaal van schoonheid en goedheid.
Santayanas hoofdwerken zijn The Life of Reason (1905-1906) en The Realms of Being (1927-1940). In het eerste wordt kritiek geleverd op de beperktheid van de rede op alle gebieden van de menselijke activiteit (godsdienst, kunst, wetenschap, enzovoort). In het tweede werk worden de vier ‘gebieden’ van materie, essentie, waarheid en geest nauwkeurig onderzocht.
Santayana schreef ook nog tal van andere filosofische werken, veel kritieken, een autobiografie en één roman: The Last Puritan (1935). Deze “biographie romancée” speelt zich af tijdens de ondergang van het Calvinisme in New England en schetst op ironische wijze de contrasterende waarheden van een puritein en een hedonist. Dit boek wordt wel gezien als Santayana's meest toegankelijke werk en werd een bestseller.